# Gladius

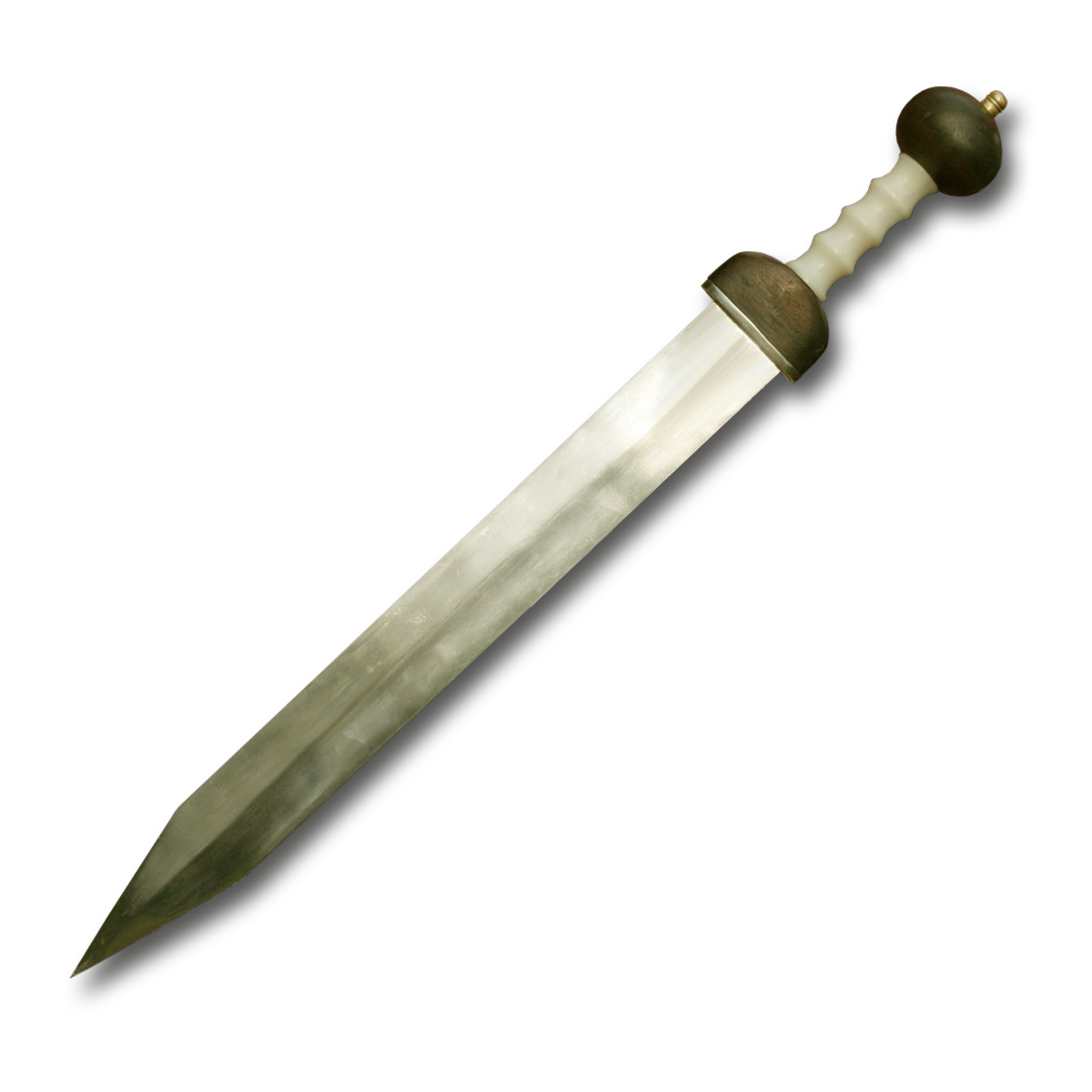
Replika gladia

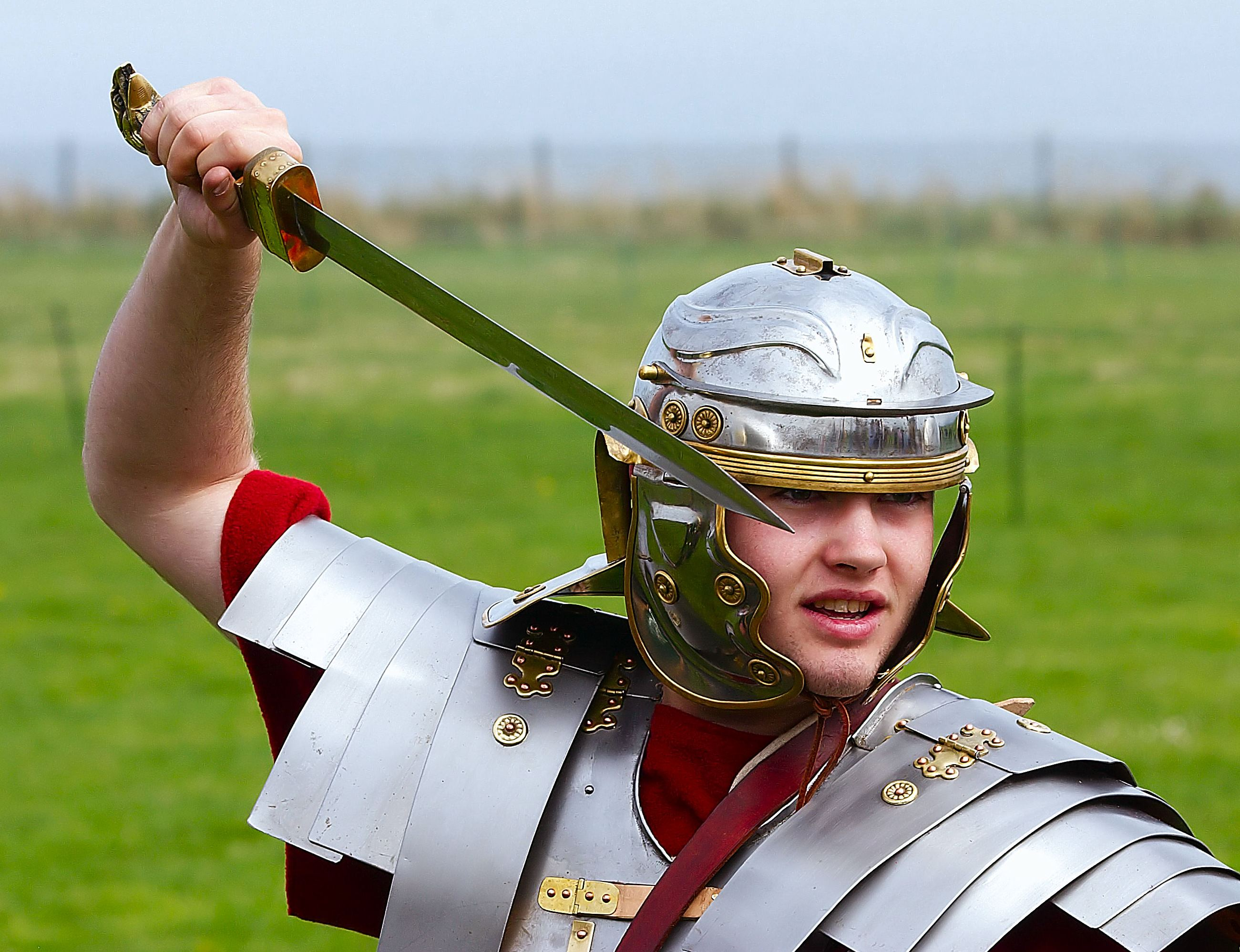
Soudobá rekonstrukce římského vojáka s gladiem v ruce

Gladius je základní všeobecné latinské označení pro meč bez ohledu na délku čepele či její tvar. V moderní populární kultuře získal termín „gladius“ nepřesný význam jako označení specificky značící krátké hispánské meče užívané římskou armádou, ale tato významová praxe se neshoduje se skutečným významem, které slovo „gladius“ mělo pro Římany samotné. Římané tyto meče používali jako standardní zbraň pro své vojáky, neboť byla ideální pro efektivní boj v těsné formaci.
Nejstarší římské meče byly podobné řeckým, od 3. století př. n. l. Římané převzali v době dobývání Hispánie krátké meče používané Keltibery (stalo se tak z největší pravděpodobností během 2. punské války). Tento typ meče se stal známým jako gladius hispaniensis neboli hispánský meč. Používal se až do konce republiky a vyznačoval se listovitou čepelí a nevýraznou záštitou. Jeho délka byla zhruba 50–60 cm. V průběhu doby byl postupně nahrazen meči dnes označovanými jako typ Mainz a Fulham (podle naleziště). V době císařství, asi v 1. století se gladius vyvinul do nejznámější podoby s masívní kulovitou hlavicí a polokulovitou, na řeze zploštěnou, záštitou; dnes označovaný také podle města naleziště jako pompejský. V císařské epoše se délka gladiů zvětšovala až na 70 cm a později byly nahrazené delšími meči nazývanými semispatha a spatha[zdroj?].